# 두라 에우로포스

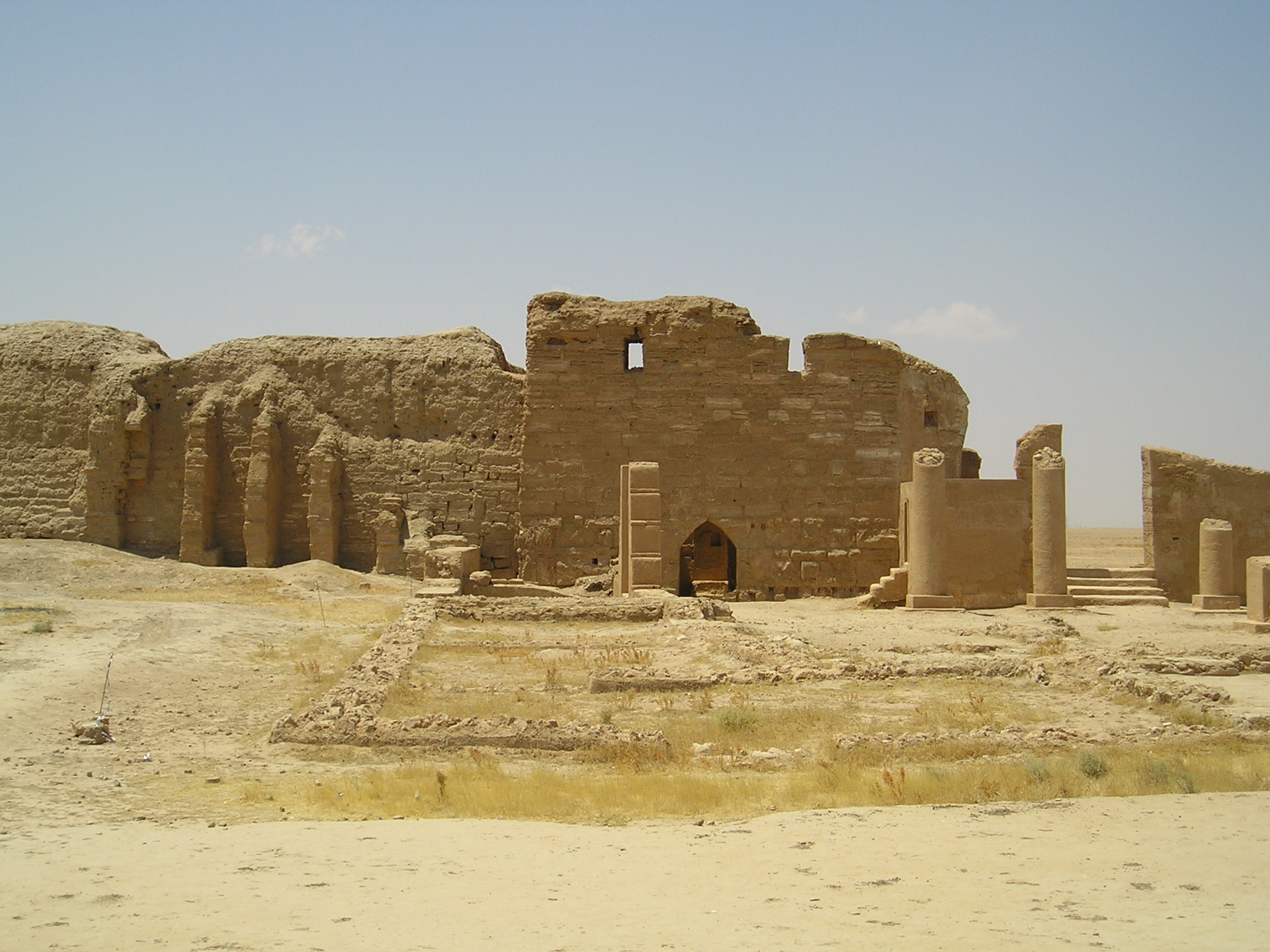
두라 에우로포스의 벨 신전의 유적

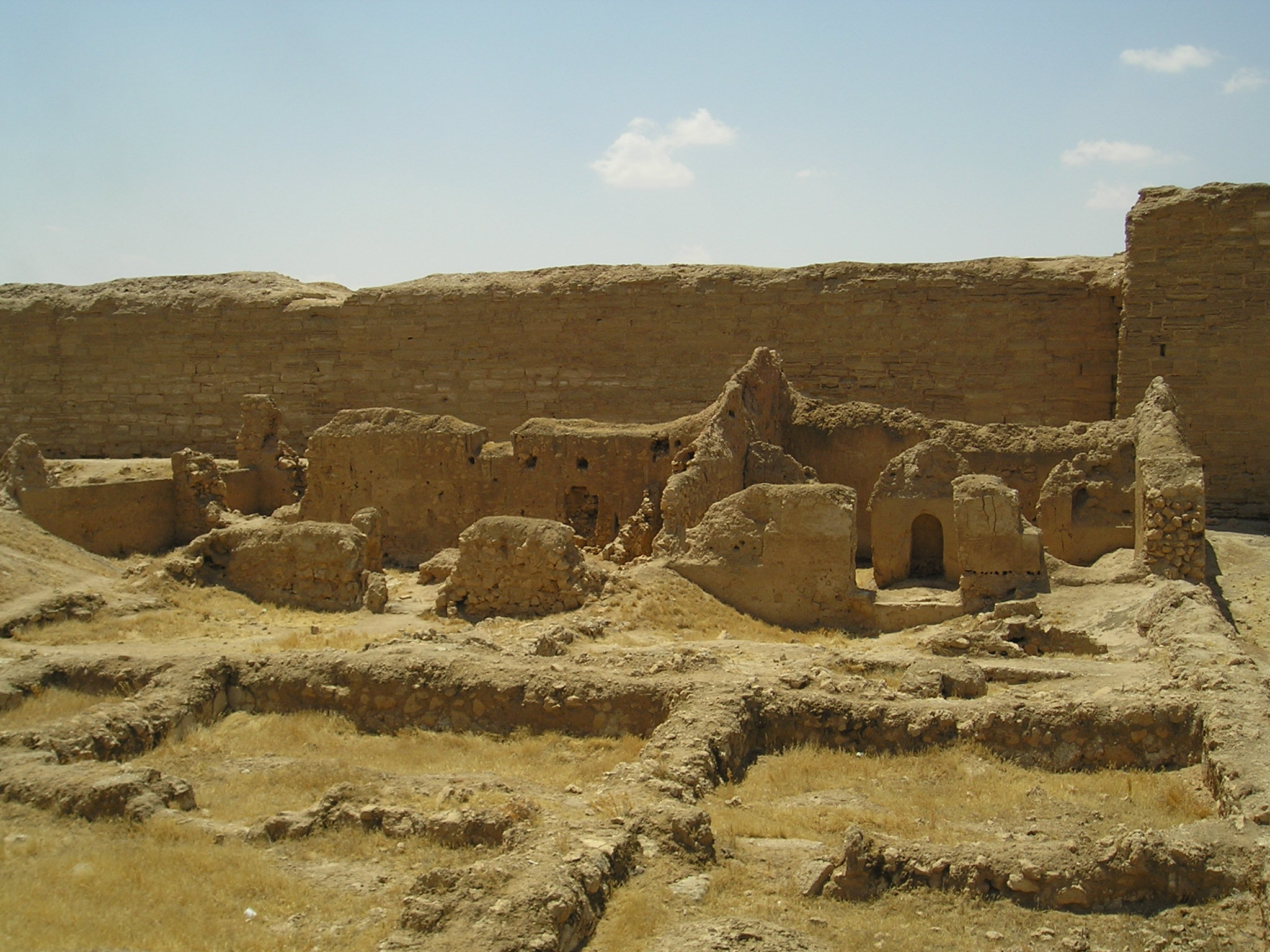
두라 에우로포스의 유대교 회당의 유적

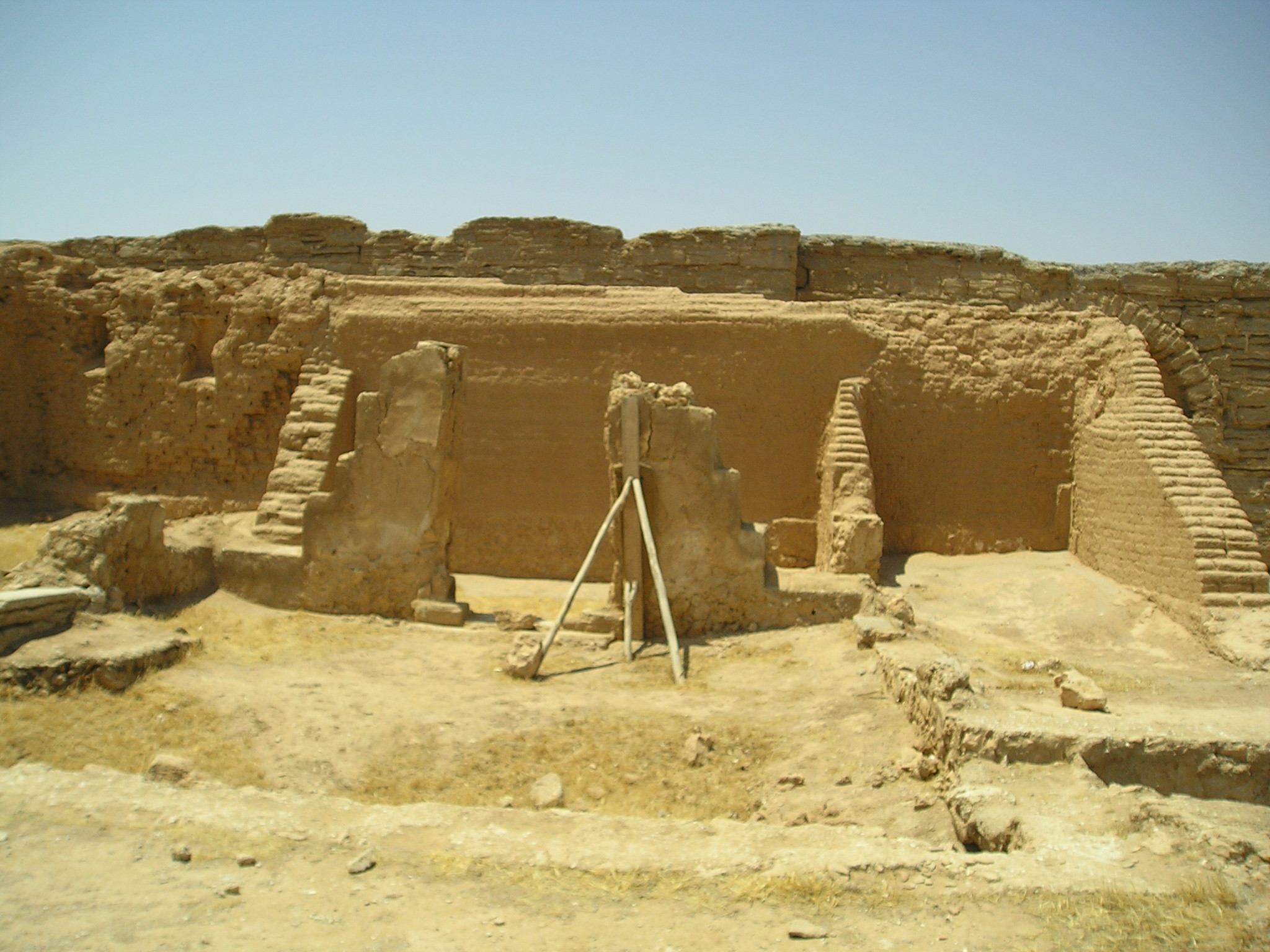
두라 에우로포스의 기독교 교회의 유적

두라 에우로포스(Δούρα Ευρωπός, Dura-Europos)는 파르티아와 고대 로마의 국경에 위치하였던 헬레니즘 시대의 국경 도시이다. 이 도시는 유프라테스강의 오른쪽 기슭에서 약 90m 위의 급경사면 위에 있으며 현재의 시리아의 마을인 살히예(Salhiyé) 가까이에 위치한다.

두라 에우로포스는 고고학적인 면에서 아주 중요한 곳이다. 256~257년의 사산 왕조에 의한 침공 후 두라 에우로포스는 유기되었는데 이후로는 그 위에 무언가 다른 것이 건설되는 일이 전혀 없었고 따라서 고대 도시의 건축적 특징들이 고스란히 보존되어 있다. 두 제국의 국경에 위치했던 관계로 두라 에우로포스에서는 여러 문화적 전통들이 서로 섞이었는데, 이러한 문화들이 이 도시의 유적 속에 많이 보존되어 있다. 다수의 신전 혹은 사원, 벽 장식, 명문(銘文), 무덤 등의 주목할 만한 유적들이 발굴되었으며 심지어 로마 제국으로 하여금 이 도시를 유기하게 만든 사산 왕조의 침공을 보여주는 극적인 증거들도 발굴되었다.
주요 종교적 유적으로는 벨 신전, 유대교의 회당, 미트라교의 신전인 미트라에움, 기독교의 교회 등이 발굴되었다.